# NGC 2040
NGC 2040 је емисиона маглина у сазвежђу Златна риба која се налази на NGC листи објеката дубоког неба.
Деклинација објекта је - 67° 34' 4" а ректасцензија 5h 36m 7,6s. Привидна величина (магнитуда) објекта NGC 2040 износи 11,9. NGC 2040 је још познат и под ознакама ESO 56-EN164.